# 坎普帕迪 (加利福尼亞州)
坎普帕迪（英語：Camp Pardee）是位於美國加利福尼亞州卡拉韋拉斯縣的一個非建制地區。該地的面積和人口皆未知。

## 地理
坎普帕迪的座標為38°14′53″N 120°50′40″W / 38.24806°N 120.84444°W，而該地的平均海拔高度為212米（即692英尺）。